# Khadia carolinensis
Khadia carolinensis är en isörtsväxtart som först beskrevs av L. Bol., och fick sitt nu gällande namn av L. Bol. Khadia carolinensis ingår i släktet Khadia och familjen isörtsväxter. Inga underarter finns listade i Catalogue of Life.